# Ute Starke
Ute Starke, verheiratete Kahlenberg (* 14. Januar 1939 in Eisleben), ist eine ehemalige deutsche Turnerin. Für die DDR startend, gehörte sie in den 1960er Jahren zur Weltspitze, insbesondere im Pferdsprung. In dieser Disziplin wurde sie 1961 in Leipzig Europameisterin, wofür sie im selben Jahr zur DDR-Sportlerin des Jahres gewählt wurde.
Bei den Olympischen Spielen 1968 in Mexiko-Stadt gewann sie mit der DDR-Mannschaft die Bronzemedaille. Sie nahm an drei Olympischen Spielen – 1960, 1964 und 1968 an Einzelwettbewerben im Turnen teil, jedoch ohne Medaillenerfolg. Weitere Erfolge im Pferdsprung: Vize-Europameisterin 1965, Weltmeisterschafts-Vierte 1966.
Nach Ende ihrer Sportlerlaufbahn wurde sie Trainerin beim SC Leipzig, nach dem Ende der DDR Übungsleiterin beim TuG Leipzig.
Ute Starke startete für den SC Lokomotive Leipzig/SC Leipzig und trainierte bei Ellen Berger und Sylvia Hlavacek.

## Darstellung Ute Starkes in der bildenden Kunst der DDR
- Herbert Hauwede: Ute Starke (1963, Zeichenkohle)